# Axonopus
Axonopus is een geslacht uit de grassenfamilie (Poaceae). De ongeveer 100 soorten van dit geslacht komen van nature voor in tropische en subtropische delen van Amerika.

## Soorten (selectie)
- Axonopus arundinaceus G.A.Black
- Axonopus carajasensis M.Bastos
- Axonopus columbiensis Henrard
- Axonopus compressus (Sw.) P.Beauv.
- Axonopus deludens Chase
- Axonopus derbyanus G.A.Black
- Axonopus fissifolius (Raddi) Kuhlm.
- Axonopus gracilis G.A.Black
- Axonopus grandifolius Renvoize
- Axonopus kaiatukensis Swallen
- Axonopus maguirei G.A.Black
- Axonopus mexicanus G.A.Black
- Axonopus paschalis Pilg.
- Axonopus poiophyllus Chase
- Axonopus purpurellus Swallen
- Axonopus ramosus Swallen
- Axonopus rivularis G.A.Black
- Axonopus rupestris Davidse
- Axonopus steyermarkii Swallen
- Axonopus stragulus Chase
- Axonopus suffultiformis G.A.Black
- Axonopus swallenii G.A.Black
- Axonopus tenuis Renvoize
- Axonopus yutajensis G.A.Black